# Amblypsilopus ranomafana
Amblypsilopus ranomafana är en tvåvingeart som beskrevs av Grichanov 2004. Amblypsilopus ranomafana ingår i släktet Amblypsilopus och familjen styltflugor.
Artens utbredningsområde är Madagaskar. Inga underarter finns listade i Catalogue of Life.